# علامة زورو (فلم 1974)
علامة زورو (بالإنجليزية: The Mark of Zorro) فيلم مغامرات أمريكي عن قصة البطل زورو، من بطولة فرانك لانجيلا وريكاردو مونتالبان.

## روابط خارجية
- مقالات تستعمل روابط فنية بلا صلة مع ويكي بيانات